# Buyei
Los buyei (chino: 布依族; pinyin: Bùyīzú) son una minoría étnica, una de las 56 oficialmente reconocidas por el gobierno de la República Popular China. Viven principalmente en los bosques de la provincia de Guizhou aunque también se encuentran grupos en las provincias de Yunnan y Sichuan así como en otras zonas de China.

## Idioma
Los buyei tienen su propio idioma, estrechamente relacionado con las lenguas zhuang, perteneciente a la familia de lenguas sino-tibetanas. Se trata de un idioma tonal compuesto por ocho tonos y que cuenta con más de 40 dialectos. Los giay y los bo y de Vietnam hablan también el idioma buyei.
Antiguamente no existía un sistema de escritura para la lengua buyei hasta que, en 1949, el gobierno chino desarrolló un sistema de escritura basada en el alfabeto latino. Hasta 1995, los buyei estudiaban en las escuelas en su propio idioma; a partir de esa fecha, las clases se imparten únicamente en chino.

## Historia
Los buyei son descendientes de los pueblos aborígenes de la llanura de Guizhou. Son uno de los pueblos más antiguos de China, ya que llevando viviendo en la zona más de 2000 años. Están relacionados con las antiguas tribus de los liao.
En la época anterior a la dinastía Tang, los buyei y los zhuang eran conocidos como los "bárbaros extranjeros"; las diferencias entre ambas etnias se fueron haciendo mayores y desde el año 900 ya son dos grupos distintos.
La dinastía Qing abolió el sistema de jefes locales y mandó en su lugar a oficiales del ejército lo que provocó un cambio en la economía local; a partir de entonces, las tierras quedaron en poder de unos pocos terratenientes, lo que provocó diversas revueltas de la población. Durante la rebelión de Nanlang en 1797, los buyei sufrieron una fuerte represión que hizo que muchos de ellos emigraran al vecino Vietnam.

## Cultura

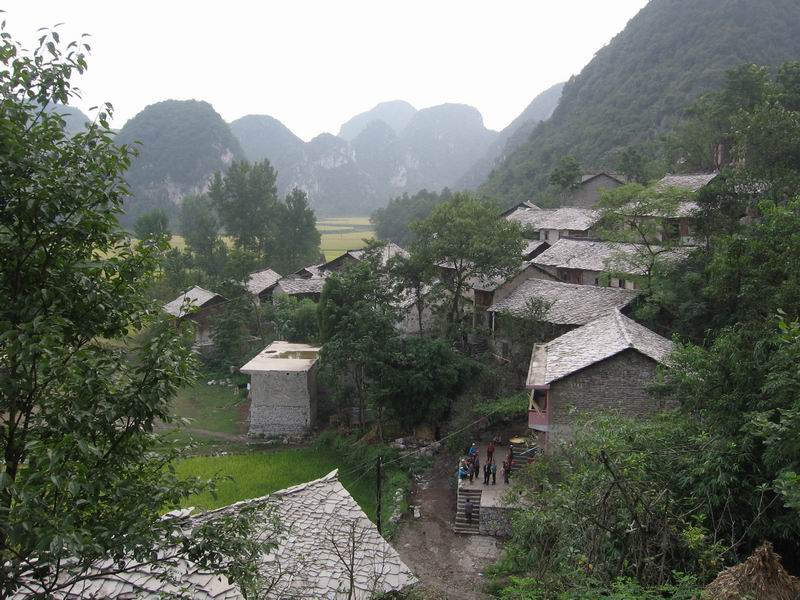
Viviendas buyei al oeste de Guizhou.

El traje tradicional de las mujeres buyei consiste en una chaqueta corta de color negro. En lugar de usar botones, la chaqueta se cierra con una banda anudada a un lado. Va acompañada de falda, delantal, turbante y diversos complementos de plata. La vestimenta de los hombres, mucho más sencilla, consiste en una camisa corta de manga larga que complementan con pantalones largos. 
Cuando una mujer está a punto de dar a luz, se coloca una rama de árbol en la puerta de su casa para evitar la entrada de extraños. Además se instala un altar para que los dioses ayudan a la futura madre. Después del nacimiento, la placenta se quema debajo de la cama en la que se ha producido el parto.
Cuando un buyei muere, el sacerdote fija la fecha del funeral. Ese día se sacrifica un toro y se realiza una ceremonia de "apertura del camino". El cortejo fúnebre que lleva al cadáver hasta la tumba se acompaña de la música de tambores y cuernos. Durante el funeral se quema incienso y dinero. Tres años después del funeral, los restos son desenterrados para colocarse en una urna de arcilla y volver a ser enterrados.
Los buyei suelen vivir cerca de las montañas. Los poblados no acostumbran a ser muy extensos, de unas 100 casas aproximadamente. Las viviendas suelen ser de dos pisos, destinándose la segunda planta a residencia familiar. Son politeístas, y en el pasado creían en los espíritus (rito antiguo era el exorcismo llamado nuo, en cuya ceremonia se escalan cuchillos y se camina sobre el fuego, para demostrar el poder de los espíritus). Continúan  practicando el culto a los antepasados. Aunque celebran los mismos festivales que los Han, el 6 de junio y el 8 de abril, tienen lugar las fiestas dedicadas a los líderes de las antiguas revueltas y de sus ancestros.